# Jeff Nathanson
Pour les articles homonymes, voir Nathanson.
Jeff Nathanson est un scénariste, producteur et réalisateur américain, né le 12 octobre 1965 dans le comté de Los Angeles en Californie.

## Filmographie

### En tant que scénariste

#### Films
- 1996 : For Better or Worse de Jason Alexander
- 1997 : Speed 2 : Cap sur le danger (Speed 2: Cruise Control) de Jan de Bont (coécrit avec Randall McCormick et Jan de Bont)
- 2001 : Rush Hour 2 de Brett Ratner
- 2002 : Arrête-moi si tu peux (Catch Me If You Can) de Steven Spielberg
- 2004 : Le Terminal (The Terminal) de Steven Spielberg (coécrit avec Sacha Gervasi et Andrew Niccol)
- 2004 : The Last Shot de lui-même
- 2007 : Rush Hour 3 de Brett Ratner
- 2008 : Indiana Jones et le Royaume du crâne de cristal (Indiana Jones and the Kingdom of the Crystal Skull) de Steven Spielberg (coécrit avec David Koepp et George Lucas)
- 2011 : Le Casse de Central Park (Tower Heist) de Brett Ratner (coécrit avec Ted Griffin, Bill Collage et Adam Cooper)
- 2012 : Men in Black 3 de Barry Sonnenfeld
- 2017 : Pirates des Caraïbes : La Vengeance de Salazar (Pirates of the Caribbean: Dead Men Tell No Tales) de Joachim Rønning et Espen Sandberg (coécrit avec Terry Rossio)
- 2019 : Le Roi lion (The Lion King) de Jon Favreau
- 2024 : Face à la mer : l'histoire de Trudy Ederle (Young Woman and the Sea) de Joachim Rønning
- 2024 : Mufasa : Le Roi lion (Mufasa: The Lion King) de Barry Jenkins

#### Série télévisée
- 1993 : Bakersfield P.D. (saison 1, épisode 2 : The Imposter, coécrit avec Larry Levin)

### En tant que réalisateur
Film
- 2004 : The Last Shot

### En tant que producteur
Film
- 1996 : For Better or Worse de Jason Alexander (producteur délégué)

Téléfilm
- 1996 : Fenway

## Récompenses et distinctions

### Nominations
- Razzie Awards 1998 : prix du plus mauvais scénario pour Speed 2 : Cap sur le danger
- Online Film Critics Society Awards 2003 : meilleur scénario adapté pour Arrête-moi si tu peux
- Prix Edgar-Allan-Poe 2003 : meilleur scénario pour Arrête-moi si tu peux
- BAFTA Film Award 2003 : meilleur scénario adapté pour Arrête-moi si tu peux